# Соболева Могила
Соболева Могила — курган скіфського часу середини — 3-ї чверті IV століття до нашої ери. Найбільший курган групи Завадських Могил, що розташовувався у південному-східному напрямку від с. Гірницьке Дніпропетровської області, на високому плато над лівим берегом р. Солоної (притоки Базавлуку). У роботах на Соболевій могилі брали участь В. П. Білозір, А. В. Ніколова, Д. В. Ступак, (співробітники ІА АН УРСР), та ін. Проходку і кріпильні роботи здійснено за допомогою бригади прохідників Марганецького ГЗК. Розкопками кургану керували Б. М. Мозолевський і В. П. Білозір. Могила пілофорів першого рівня.

## Походження назви
Назва кургану «Соболева Могила» відносить до радянського періоду, названа на честь командира Червоної армії Д. С. Соболева який був похований в кургані у роки громадянської війни. На кургані розміщувалося кладовище, яке функціонувало з початку 1920-х рр. і до 1968 року. На вершині стояв пам'ятник командиру ескадрону (він же комісар полку) Д. С. Соболєву, загиблому тут в жовтні 1920 року в битві біля с. Шолохове 2-ї Кінної армії з військами Врангеля. На його честь і було названо курган. У 1959 році останки командира були перенесені з кургану із почестями поховані в братській могилі в с. Гірницькому.

## Загальна характеристика
Початок робіт почався із перенесення кладовища з кургану восени 1990 року у зв'язку із розширенням Запорізького кар'єру ОГЗК. За офіційними даними, тут значилося 60 поховань, але в процесі перепоховання їх було виявлено 165. Пошуки проводилися досить безсистемно за допомогою бульдозера й екскаватора «Білорусь». Після проведення цих робіт насип кургану в центральній частині вцілів лише на висоту від 1,5 до 3 м. Висота Соболєвої Могили напередодні розкопок досягала 6 м, діаметр близько 50 м. Насип напівсферичної форми з крутим північним і більш пологими іншими схилами. За всіма зовнішніми ознаками курган відповідав скіфським, що визначив Борис Мозолевський ще у 1971 р., і це підтвердилося під час розкопок.

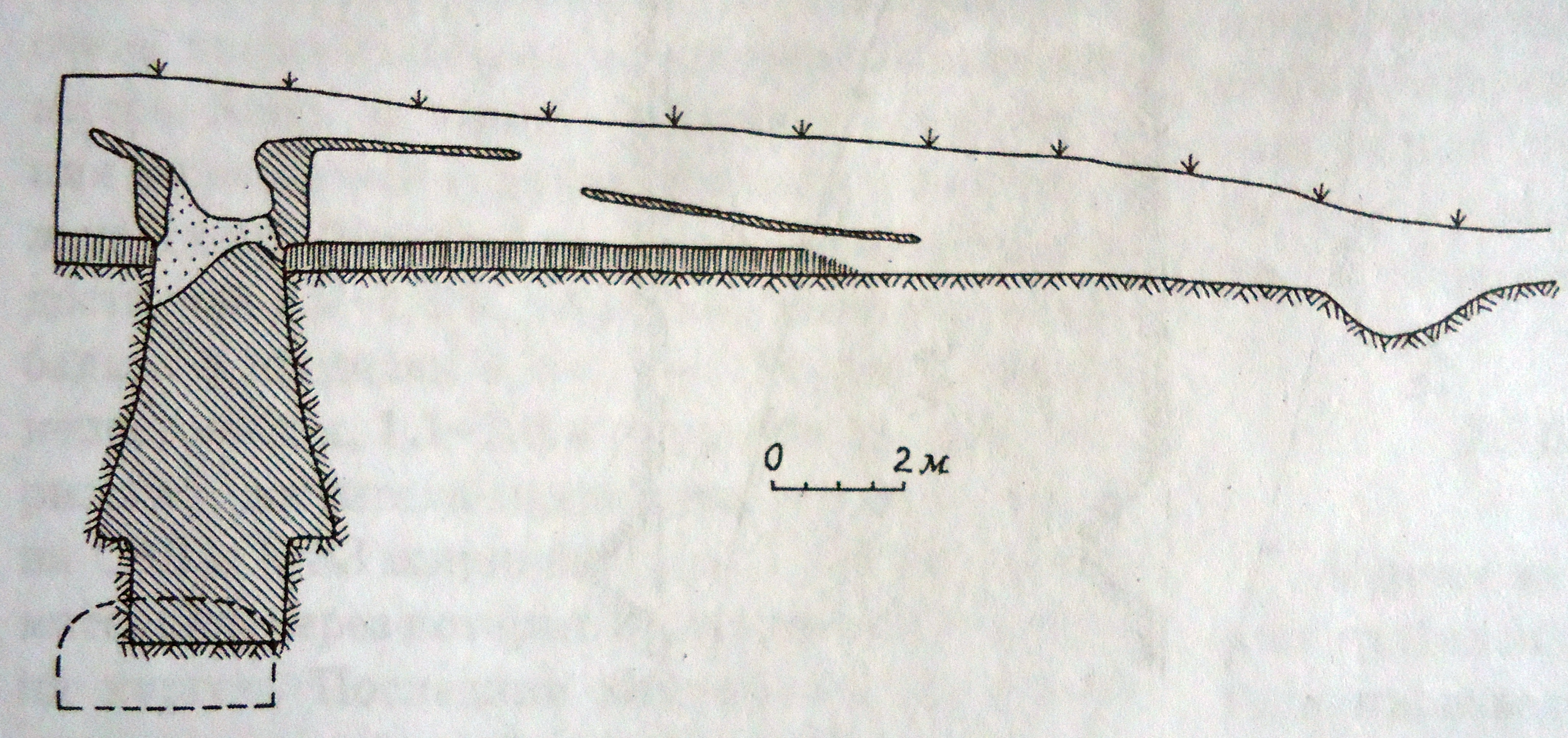
Соболева Могила — Профіль насипу кургану (вид з півночі)

Проведення цих робіт здійснювалися під наглядом Мозолевського, і було вже зачищене вертикальний зріз дна кургану із півдня, в який потрапила вхідна яма впускного поховання № 2. Тоді ж були виявлені й досліджені впускне дитяче поховання № 6 і половецьке святилище на вершині кургану. Також були зроблені деякі спостереження за характером ґрунту насипу кургану. Дослідження кургану було завершено влітку 1991 року. Дослідження насипу проводилося за допомогою бульдозера «Чебоксарець» паралельними траншеями, прокладеними з півночі на південь. Крім центральної бровки, були залишені також і по дві бічних на кожній половині, що дало можливість отримати 10 розрізів кургану. Друга західна брівка, внаслідок руйнування кургану, не містила інформації по конструкції пам'ятника і тому не представлена кресленнями.
У скіфському кургані Соболева Могила було виявлено чоловіче поховання з веретеном, яке могло належати Енер (Анар) — одному з могутніх жерців культу Афродіти-Аргімпаси. У кургані Соболєва Могила були знайдені: золоті фігурні гривні в палець завтовшки, інкрустовані золотом кубки, мечі і обладунки з позолотою.

Під час розкопок Мозолевський Б. М. розкрив гробницю жерця-енареєм, згідно з переказами, одного з покараних богинею Астартою за розграбування її святилища. Археологи не раз помічали, що розтин поховань енареїв щоразу тягне за собою цілу низку смертей. Дві третини скіфського золота, яке зберігається в київському Музеї історичних коштовностей, було знайдено експедиціями під керівництвом Бориса Миколайовича.

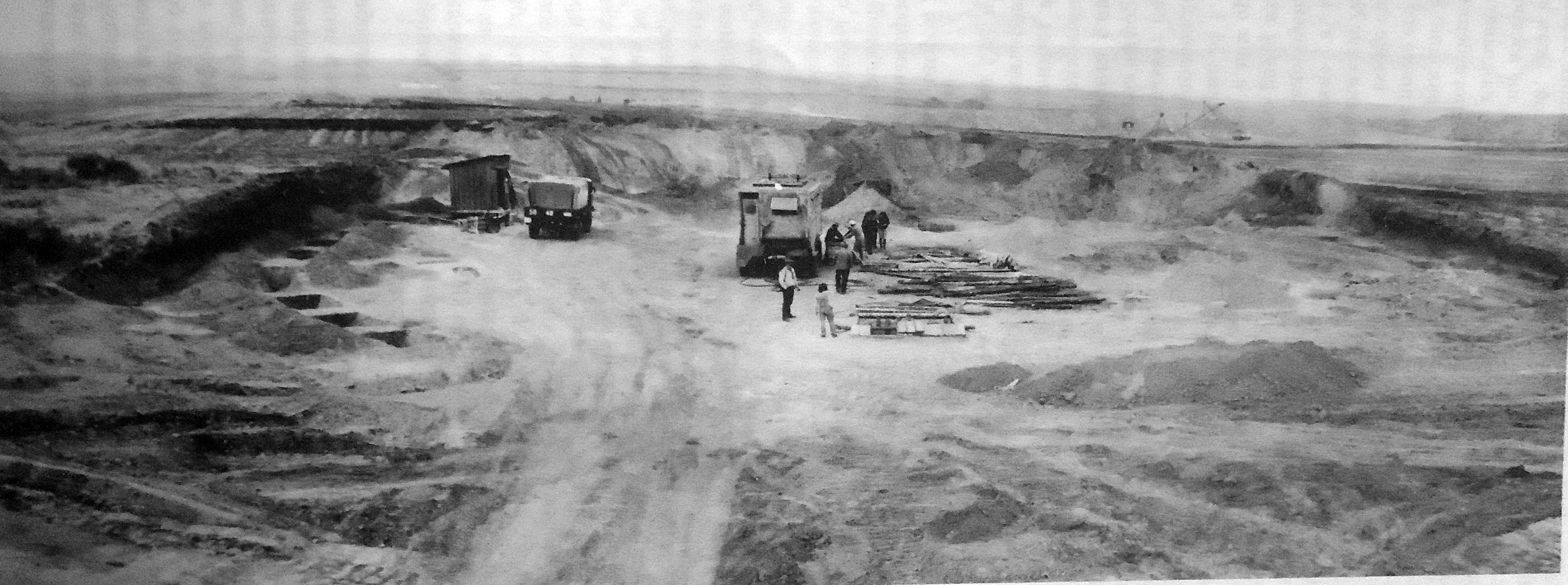
Соболева Могила. Загальний вигляд після зняття насипу.

## Основні етапи функціонування кургану
1 етап — створення першого поховання і супроводжуючих його поховання прислуги, будівництво рову і первинного насипу, проведення першої тризни.
2 етап — поховання молодого воїна і створення вторинного насипу.
3 етап — поховання підлітка (Послідовність етапів 2 і 3 могла бути й навпаки).
4 етап — процес поховання особи жіночої статі разом із служницею; — поховання чоловіка і його коня. Створення третього насипу і відправлення другої тризни. 
На цьому етапі за Мозолевським закінчується функціонування кургану як усипальниці скіфської знаті. Скоріше за все, це відбувалося протягом короткого періоду у середині — 3-ї чверті IV століття до нашої ери. 
5 етап — створення і функціонування половецького святилища у XII столітті.
6 етап — руйнування половецького святилища у першій половині ХІХ століття.
7 етап — 1920—1968 роки існування сучасного цвинтарю на кургані.

## Рів

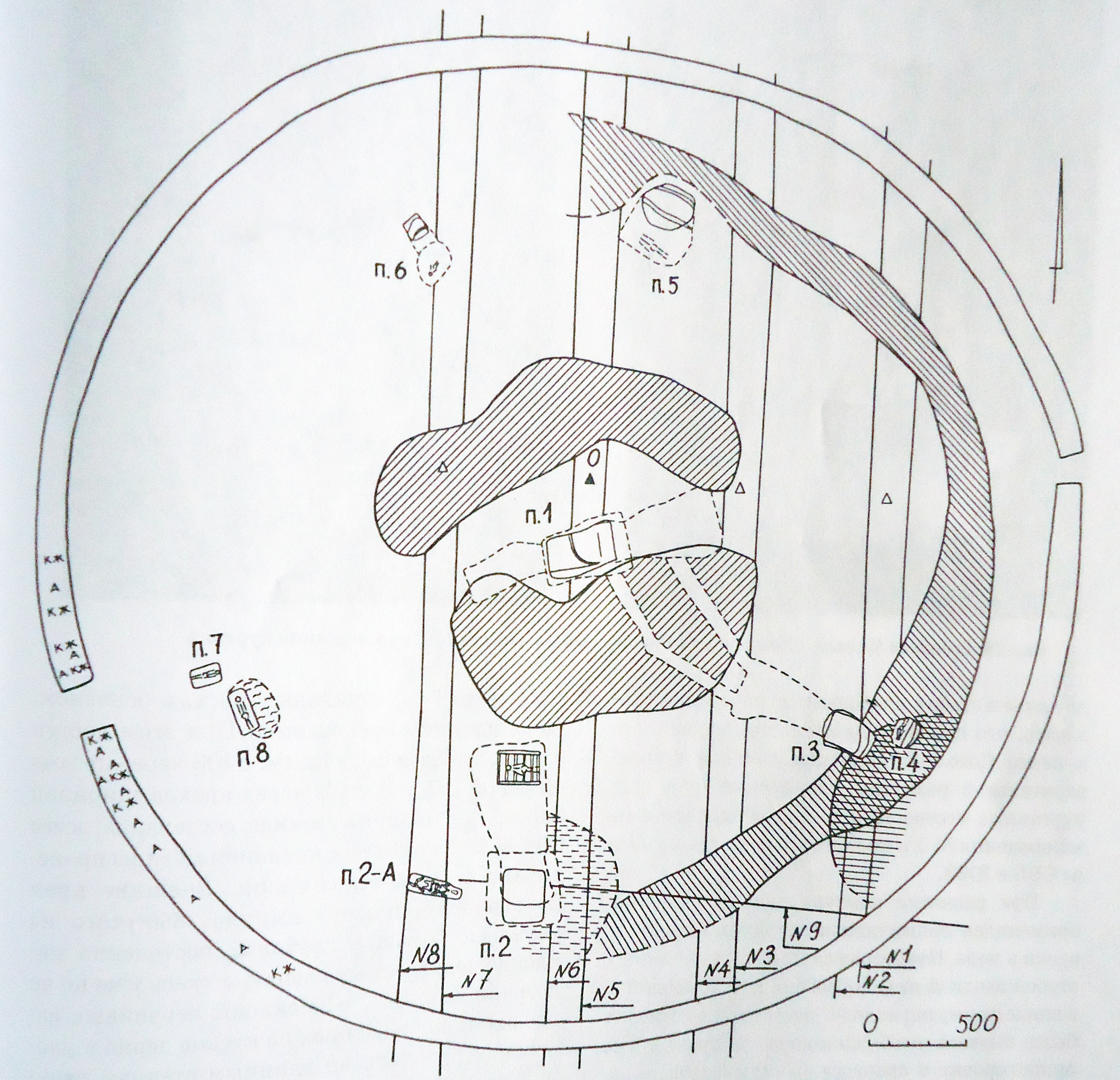
Загальний план кургана Соболева Могила за Мозолевським Б. М.

Його діаметр на рівні материка становив 48—49,5 м. На рівні передматериком рів мав дуже пологі схили, а в материку сильно звужувався. Тут він мав коритоподібні обриси із похилими стінками і широким округлим дном. Ширина на рівні передматерика досягала 4—4,5 м, на рівні материка коливалася в межах 1,4—2,2 м. Глибина, також непостійна, 1,1—1,8 м від рівня давнього горизонту, досягала максимуму біля проходів на пн. сх. і пд. зх. шириною 1,5 і 2,1 м на рівні материка, через які здійснювався доступ до кургану, які знаходилися на одній лінії із вхідною ямою до поховання № 1.
У рові зафіксовані два горизонти знахідок, пов'язаних з різними історичними періодами. У східного проходу на значній відстані на глибині 0,4—0,5 м від рівня давнього горизонту зустрічалися необроблені камені (вапняк, граніт), аналогічні використаним у вимостки половецького святилища. Залишки тризни скіфського часу в рові були у шарі затікаючого ґрунту на висоті 0,3—0,4 м від дна, на глибині 1,2—1,3 м від рівня давнього горизонту. У переважній більшості концентрувалися біля проходів: на відстані до 6 м на північ і до 14 м на південь біля західного і до 2—3 м в обидва боки біля східного.
Біля західного проходу на південь від нього знайдено досить багато уламків амфор і кісток тварин. Тут були знайдені три черепи коней, частини хребта, що містили по кілька хребців, шматки грудини з набором ребер, кістки ніг, які зберігали анатомічний порядок. Знахідки на північ від західного проходу представлені набагато меншою кількістю кісток тварин: один череп коня і фрагменти амфор. У східного проходу знайдено всього декілька дрібних кісток тварин і 2 фрагменти амфорних стінок.

## Половецьке святилище на кургані

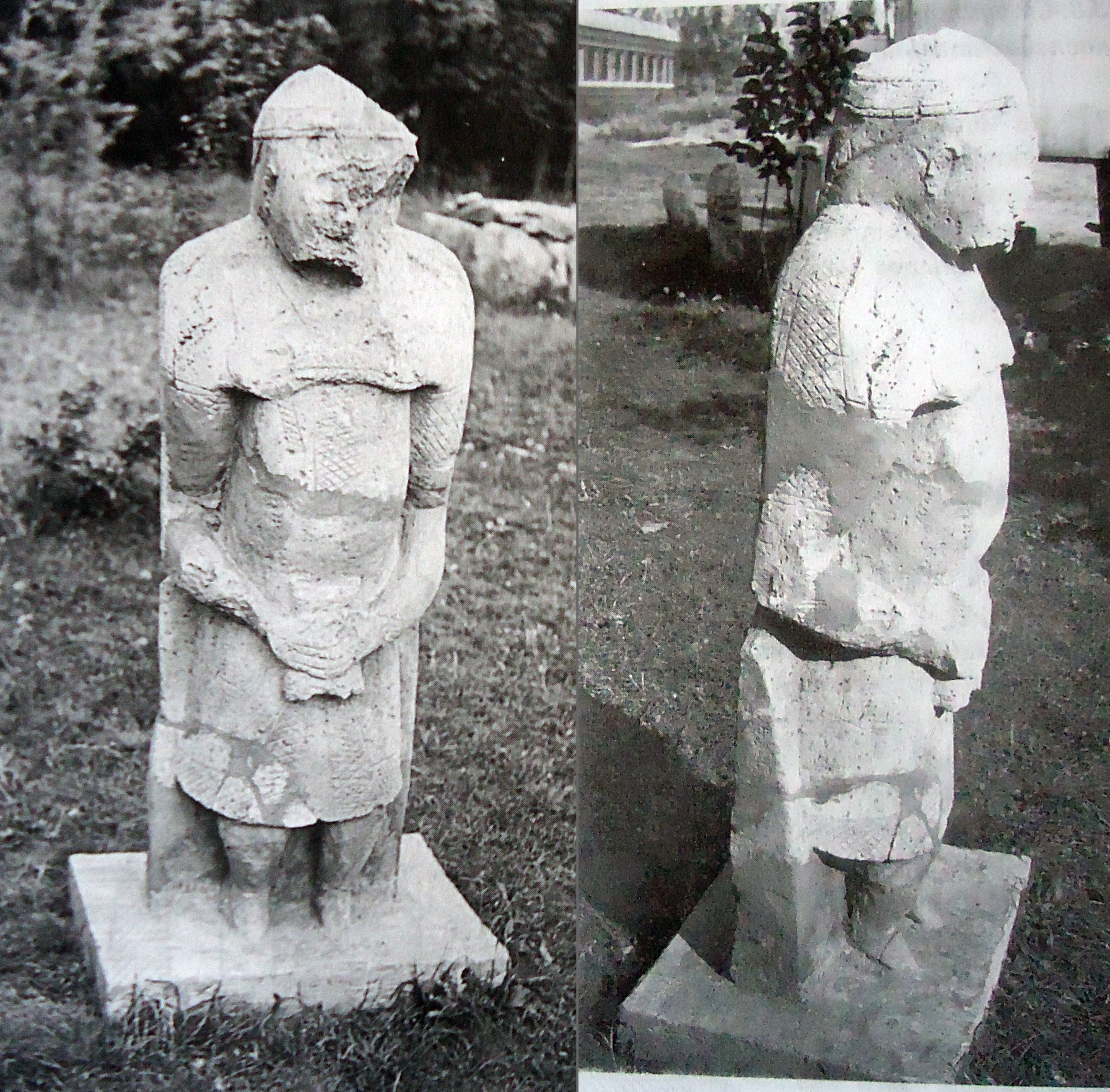
Половецька кам'яна баба із святилища на вершині кургану Соболева Могила

Святилище було споруджено на вершині кургану поверх грабіжницького колодязя в центральне поховання кургану, викопаного на його вершині. Каміння святилища, виявлені на глибині 0,8-1,0 м від поверхні, і свідчать про те, що споруда розміщувалася в спеціально виритій для цього ямі. Планування визначити не вдалося, внаслідок руйнування під час риття сучасних могил.
Руїни святилища простежувалися в одному шарі на одній глибині на площі близько 8×8 м. Вони були представлені великими необробленими, загалом окатаним і сплощеним камінням до 0,6 м в діаметрі. Камені лежали суцільно на певній відстані один від одного. Найчастіше відстань дорівнювала величині самих каменів. Ближче до центру споруди серед гранітних каменів були присутні у значній кількості дещо менші за розмірами вапнякові камені, також округлої і підтрикутної форми.
У центрі святилища на глибині 0,8 м від сучасної поверхні кургану в ґрунт була вкопана кам'яна баба. Судячи з розташування основи, збереглося первісне положення, скульптура була орієнтована обличчям на схід. Уламки верхньої частини статуї були знайдені поруч з основою. Біля підніжжя статуї симетрично лежали на відстані 0,8 м на північ і на південь від основи два вапнякових округлих камені.

## Галерея частини знахідок

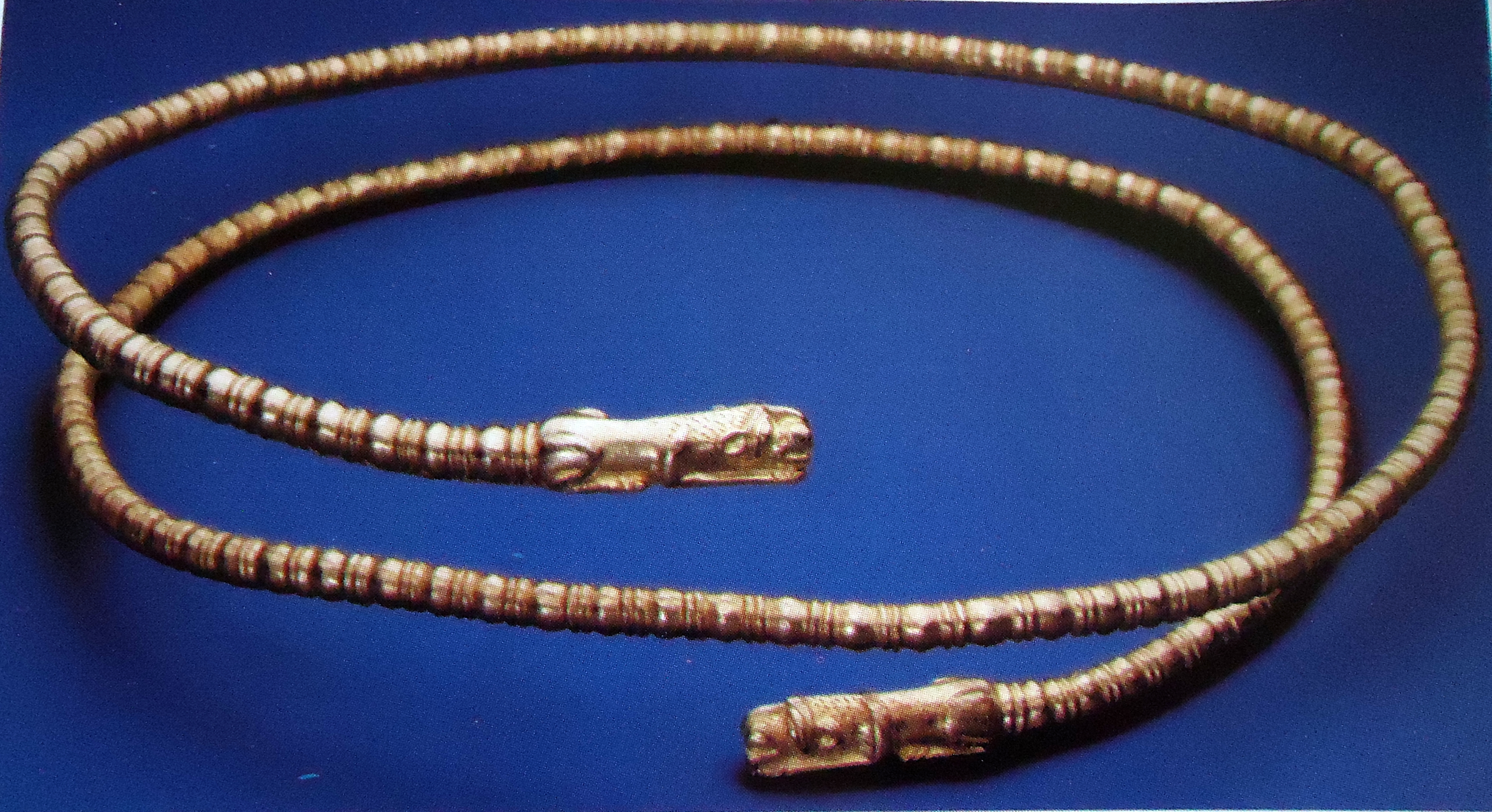
Чоловіча гривна
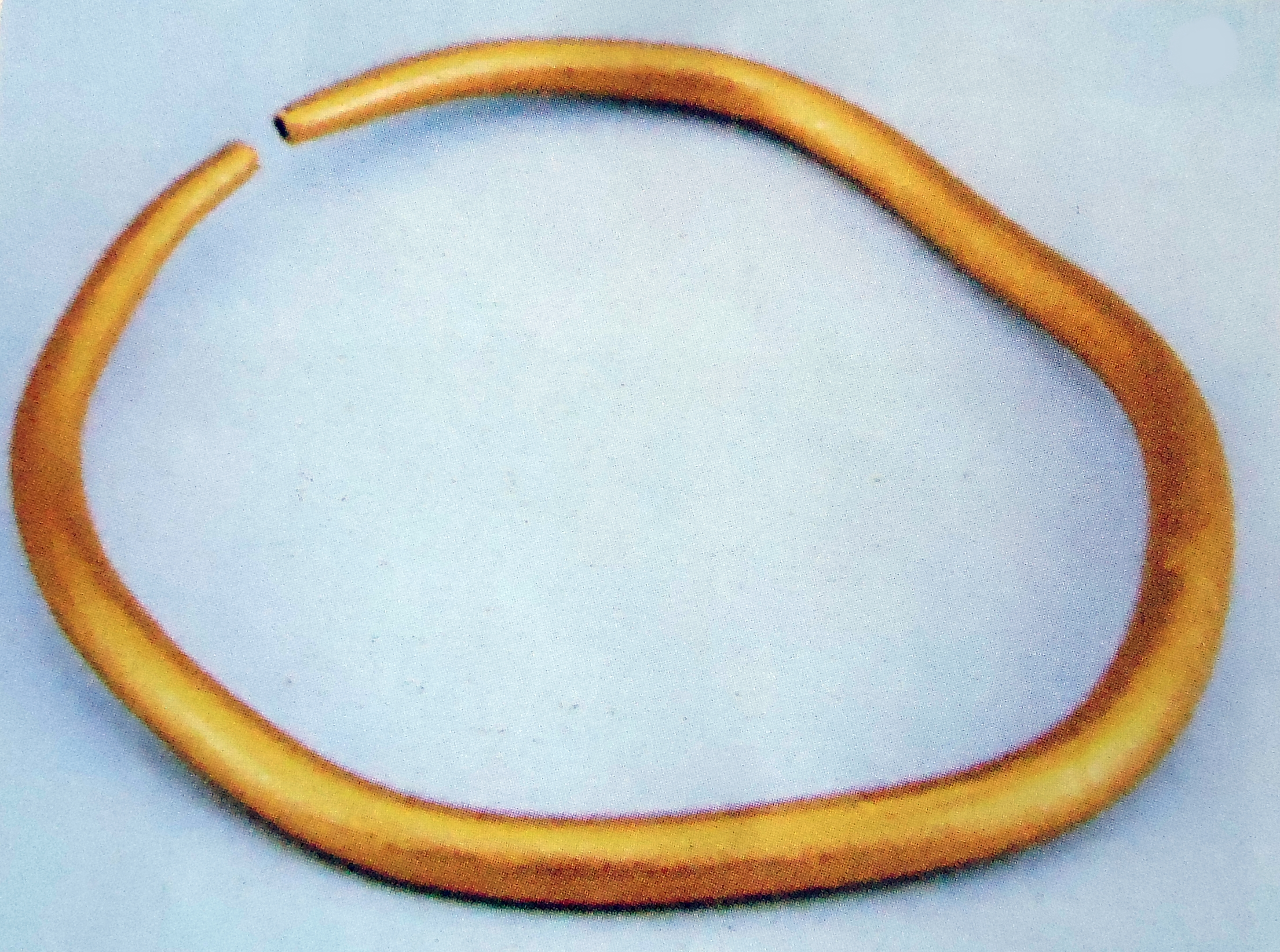
Сережка
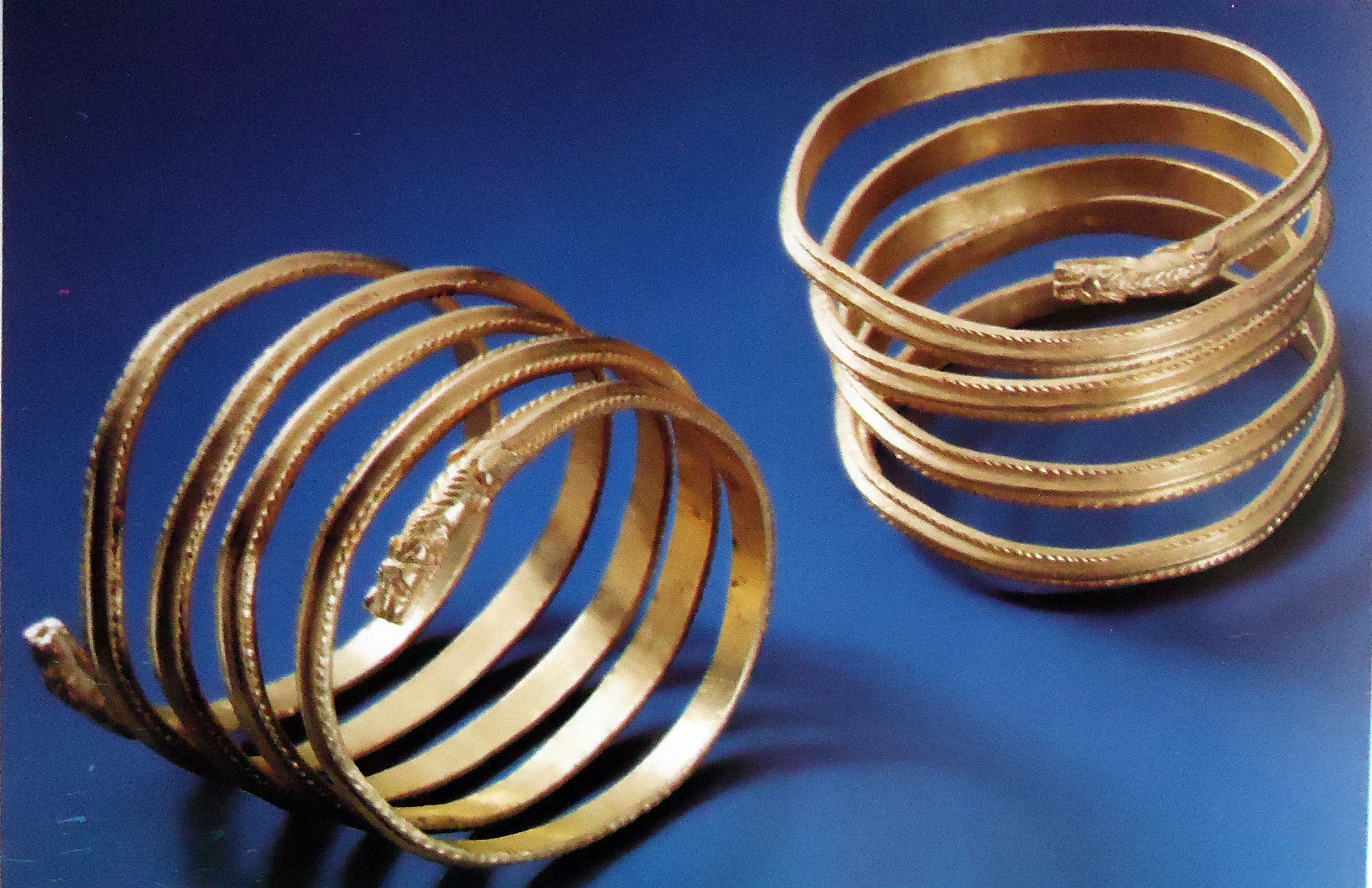
Браслети із поховання №2 (Курган Соболева Могила)